# Koninkrijk Tunesië
Het koninkrijk Tunesië (Arabisch: مملكة تونس, el-Mamlka et-Tūnsīya) was een kortstondige staat in het huidige Tunesië, met Mohamed Lamine Bey Pasha als officieel staatshoofd.
Het koninkrijk Tunesië besloeg de periode tussen 20 maart 1956, de datum van ondertekening van het Frans-Tunesische protocol dat de onafhankelijkheid van Tunesië erkende, en 25 juli 1957, de datum waarop de grondwetgevende vergadering stemde over het einde van de monarchie.
In de praktijk was de machtsuitoefening door de bey beperkt en symbolisch. Door het decreet ter promotie van de grondwetgevende vergadering te ondertekenen, beloofde hij de daaruit voortvloeiende grondwet vooraf goed te keuren. Het was Habib Bourguiba die vanaf 11 april 1956 de eerste regering van het onafhankelijke Tunesië leidde, maar die ook de regelgevende macht uitoefende, die bij decreet van 3 augustus 1956 aan de bey werd ontnomen.